# جیمز جوزف درزناک
جیمز جوزف درزناک (به انگلیسی: James Joseph Dresnok) (متولد ۱۹۴۱) سرباز فراری آمریکایی به کره شمالی و یکی از ۶ سرباز فراری پس از جنگ کره بود.
درزناک به عنوان معلم زبان انگلیسی و بازیگر در پیونگ یانگ فعالیت کرده است. او به عنوان آخرین آمریکایی زنده فراری به کره شمالی موضوع اصلی برنامه ۶۰ دقیقه سی بی اس در ۲۸ ژانویه ۲۰۰۷ بوده و درباره او مستندی به نام عبور از خط نیز ساخته شده است.مرگ وی سال 2016 بوده است.